# Ola Gjeilo
Ola Gjeilo (Oslo, 1978) è un pianista e compositore norvegese.

## Studi
Fu allievo del musicista jazz Ole Henrik Giørtz e pianista classico Wolfgang Plagge. Inoltre, si è laureato presso l'Accademia di Musica, e successivamente ha studiato al Royal College of Music di Londra.
Ha ottenuto nel 2006 il master in composizione classica alla Juilliard a New York City, dove ha anche suonato in una band.

## La musica
Attualmente è considerato uno dei maggiori compositori della penisola scandinava, la sua produzione è rivolta particolarmente alla musica corale sia sacra che profana, ma anche alla produzione orchestrale.